# Sarlós Boldogasszony-székesegyház (Szombathely)

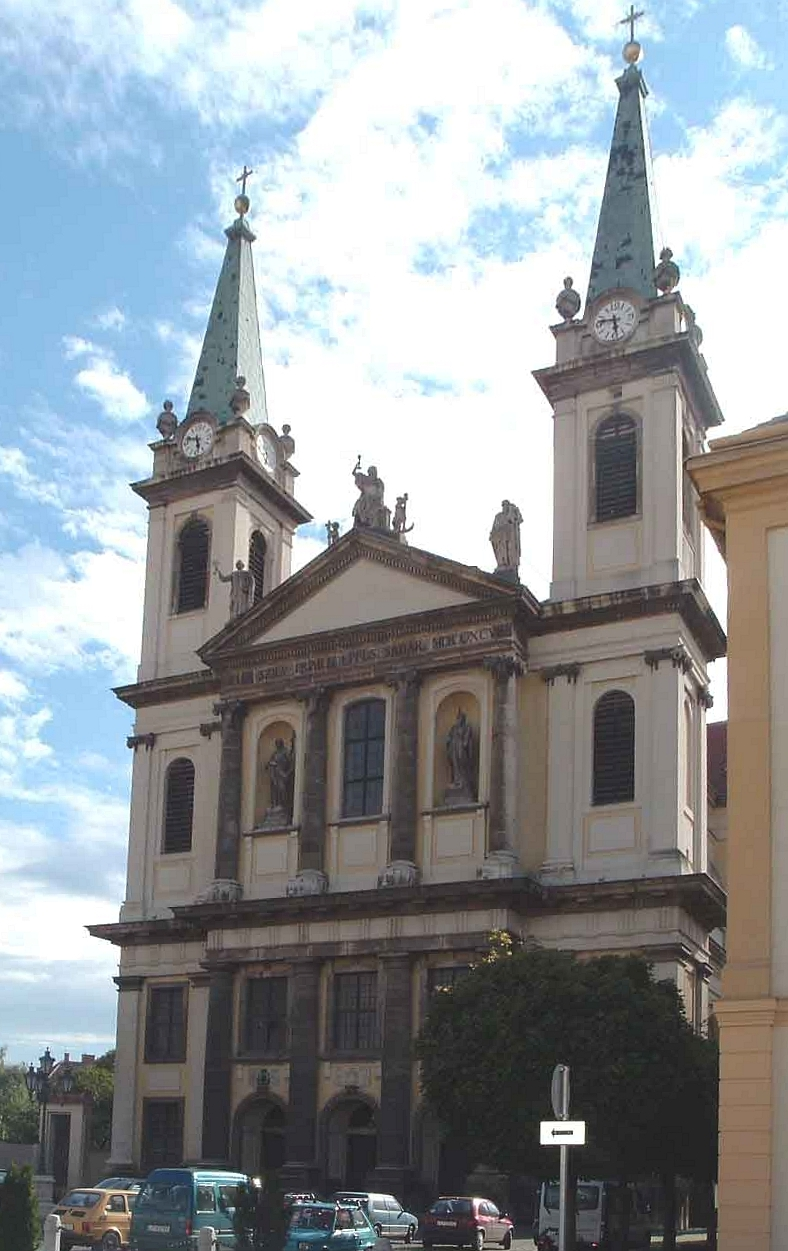
A székesegyház homlokzata a 2014-es felújítás előtt

A szombathelyi Sarlós Boldogasszony-székesegyház a Szombathelyi egyházmegye főtemploma. A klasszicizáló későbarokk stílusú katedrális szegényes díszítését ellensúlyozza mérete: ez Magyarország egyik legnagyobb temploma. 1791 és 1814 között épült.

## Fekvése
A székesegyház a város szívében, az egykori vár területén, a régi várpalota és a vártemplom helyén épült fel. Közvetlen szomszédságában fekszenek az egykori Savaria központjának, a helytartói palota és a Szent Quirinus bazilika romjai. A helyet Szombathely első püspöke, Szily János választotta építésze, Hefele Menyhért javaslatára több változat végiggondolása után.

## Története

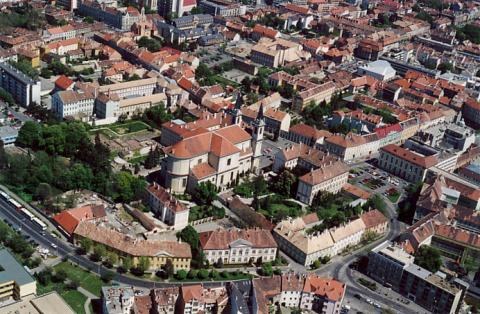
Légi felvétel a templom környékéről

### Előzmények
Szombathely életében döntő változást hozott az a döntés, mellyel 1777-ben Mária Terézia VI. Piusz pápával egyetértésben a várost püspöki székhellyé emelte. Az új egyházmegye első püspöke felsőszopori Szily János lett, aki kinevezése után máris nagy építkezésekbe kezdett. A régi, romladozó várat lebontatta. Néhány év alatt épült fel a gimnázium, a bölcseleti akadémia, a hittudományi főiskola, a szeminárium és a püspöki palota épülete. A városban nyomdát, könyvtárat, múzeumot alapított. Már csak a legfontosabb, a püspöki székesegyház épülete volt hátra. Több terv megtekintése után a város tiltakozása ellenére végül a vártemplom feláldozása mellett döntött, és az új épületet a püspöki palota és a szeminárium épületei közé terveztette meg. A vártemplom bontása 1791-ben indult meg, anyagát az építéshez használták fel.

### Az építés menete
A székesegyház építését Hefele Menyhért tervei szerint 1791 tavaszán kezdték meg, az alapkövet augusztus 29-én maga a püspök helyezte el. Az alapok ásásánál rögtön az ókori város fórumának maradványaira, a római épületek alapfalaira és mozaikjaira bukkantak. Szily János mint kora egyik nagy műveltségű embere nem engedte meg a római romok elpusztítását. Gondosan feltárták őket, és a legszebb maradványokat megmentették az utókornak. Az építés gyors ütemben folyt, úgyhogy 1793 őszén már tető alatt volt a szentély. 1794 tavaszán elkezdődött a tornyok és a hajó építése is, melynek vezetésére közben március 15-én elhunyt a tervező Hefele Menyhért. Az idős mestert a ferences templom sírboltjába temették, és az építés további vezetésével tanítványát, Anreith Györgyöt bízták meg. Az év végére a kedvezőtlen időjárás ellenére sikerült az egész székesegyházat tetővel befedni.
1795 májusában a püspök a szobrászati munkát elvégzésére Prokop Fülöp bécsi szobrászművésszel, a falfestmények elkészítésére Franz Anton Maulbertsch festőművésszel kötött szerződést, azonban Maulbertsch még a munkák megkezdése előtt 1796. augusztus 7-én elhunyt. A püspök ezután a festői munkák elvégzésével Maulbertsch tanítványát, Jozef Winterhalder festőművészt bízta meg, aki mestere tervei alapján feladatát olyan remekül végezte, hogy a szentély mennyezetképét sokáig Maulbetschnek tulajdonították. 1797-re felépültek a tornyok, az oromfalakra feltették Prokop szobrait és elkezdődött a főoltár építése. Augusztusban I. Ferenc császár feleségével és kíséretével három napot töltött Szombathelyen és megtekintette az épülő székesegyházat is, melyről dicsérően nyilatkozott. 1798 áprilisában Winterhalder megkezdte a szentély mennyezetének kifestését. Folytatták a hajó boltozását, felrakták a gazdagon aranyozott korinthoszi oszlopfőket, elkezdték márványozást. Még javában folytak a belső díszítés munkálatai, amikor Szily János püspök 1799. január 2-án 64 éves korában tüdőgyulladásban elhunyt. Vele a székesegyház lánglelkű megálmodója és építője, a munka odaadó lelkesítője szállt sírba. Végrendeletében a székesegyházra hagyta nagy értékű könyvtárát, mely magva lett az egyházmegyei könyvtár terjedelmes gyűjteményének.

### Az építés végső szakasza
1799 tavaszán a munkák Eölbei János kanonok irányításával folytatódtak. Winterhalder megfestette a kereszthajók mennyezetét, az oldalfalak képeit, Prokop felállította a főoltár feletti glóriát, befejezték az oszlopok márványozását és aranyozását. Az első rész ideiglenes leválasztásával lehetővé vált az istentiszteletek elvégzése. A munka lendülete azonban 1800-ban pénz hiányában megtorpant.
1800. május 18-án VI. Piusz pápa gróf Harrasi Herzan Ferencet szentelte fel Szombathely püspökévé. Rövid püspöksége alatt azonban a székesegyház építése lényegében szünetelt, azonban számos műkincset hagyományozott a templomra. 1806 nyarán Somogyi Lipót győri kanonok lett Szombathely harmadik püspöke. Az új püspök nagy lendülettel látott munkához, novemberre készen állt a kereszthajó két oltára és a szószék is. 1806. november 9-én ünnepélyesen felszentelték a székesegyházat.
Mivel Winterhalder időközben elhunyt, 1807 márciusában Somogyi püspök Anton Spreng bécsi akadémiai festőt bizta meg a hajó mennyezetének kifestésével, aki 1808 őszére végzett a munkával. Elkészültek a belső szobrok, az orgona, a gyóntatószékek és a kanonoki stallunok.
1814. április 29-én ünnepélyesen vitték át a püspöki palotából Szent Placidus római vértanú ereklyéit és a jobb oldali első mellékoltáron díszes üvegkoporsóban helyezték el.
Ezzel a székesegyház belső díszítési munkái lényegében lezárultak és az építés befejeződött, és ugyanazon év június 14-én fel is szentelték a templomot.

### A székesegyház újjáépítése
A második világháború eseményei a várost akkor kezdték jobban érinteni, amikor a hátráló német és magyar csapatok a Dunántúl nyugati részére szorultak vissza. A városban több a kormányhivatal és minisztérium is helyet kapott. Több, kisebb bombatámadás után 1945. március 4-én a várost az angolszász légierő pusztító csapása érte, melynek következtében több száz lakos halt meg és a város Magyarország ötödik legromosabb városa lett. Aznap 12 óra 43 perckor a székesegyházat is bombatalálat érte, melynek pusztítása leírhatatlan volt. A pusztítás csak a tornyokat kerülte el, a homlokzat felső része előredőlt, szobordíszei lezuhantak, a tető és a hajó boltozata beomlott, a gyönyörű mennyezetfreskók és az orgona megsemmisültek, a belső berendezésből alig maradt valami. A szentély boltozata helyén hatalmas lyuk tátongott. Mindenütt romok, az oltárképek és a márványburkolat leszakadt, a berendezés darabokra tört. A pusztítás egyedül a Madonna-kápolnát kerülte el.
A háború után azonnal megindult az újjáépítés, amely a templom külsejét tekintve 1947-ben fejeződött be. 1947. szeptember 7-én szentelték fel újra az épületet, megkezdődött a restaurálás, a hiányzó alkotások pótlása. Csak az 1980-as években vetődött fel komolyan, hogy a templombelsőt a lehető legeredetibb formában helyre kellene állítani. A belső helyreállítási munkák Konkoly István püspök nevéhez fűződnek. Előbb a szentély, majd a kereszthajók márványborítása készült el. Pár éves szünet és a rendszerváltás után következett a kórus és a főhajó helyreállítása, és a kereszthajókba új, nagyméretű festmények kerültek, amelyek Kisléghi Nagy Ádám művei. 1999-ben megépült az új 3 manuálos, és 54 regiszteres orgona, Áment Lukács OSB atya tervei alapján. Az orgonaszekrény vörösfenyőből készült, magassága 12 méter. A homlokzatban álló sípok magassága meghaladja a 6 métert. Sípjainak száma 4500 körül van. A régi mennyezetfreskók helyreállítása kivételével lényegében a munkák befejeződtek, de a restaurálás két lépcsője megmutatkozik a szentély és a fő kupola festésének különböző stílusában. A székesegyház felújítása 2004 nyarára fejeződött be. Ma közel a régi fényében pompázik.

## A székesegyház külseje

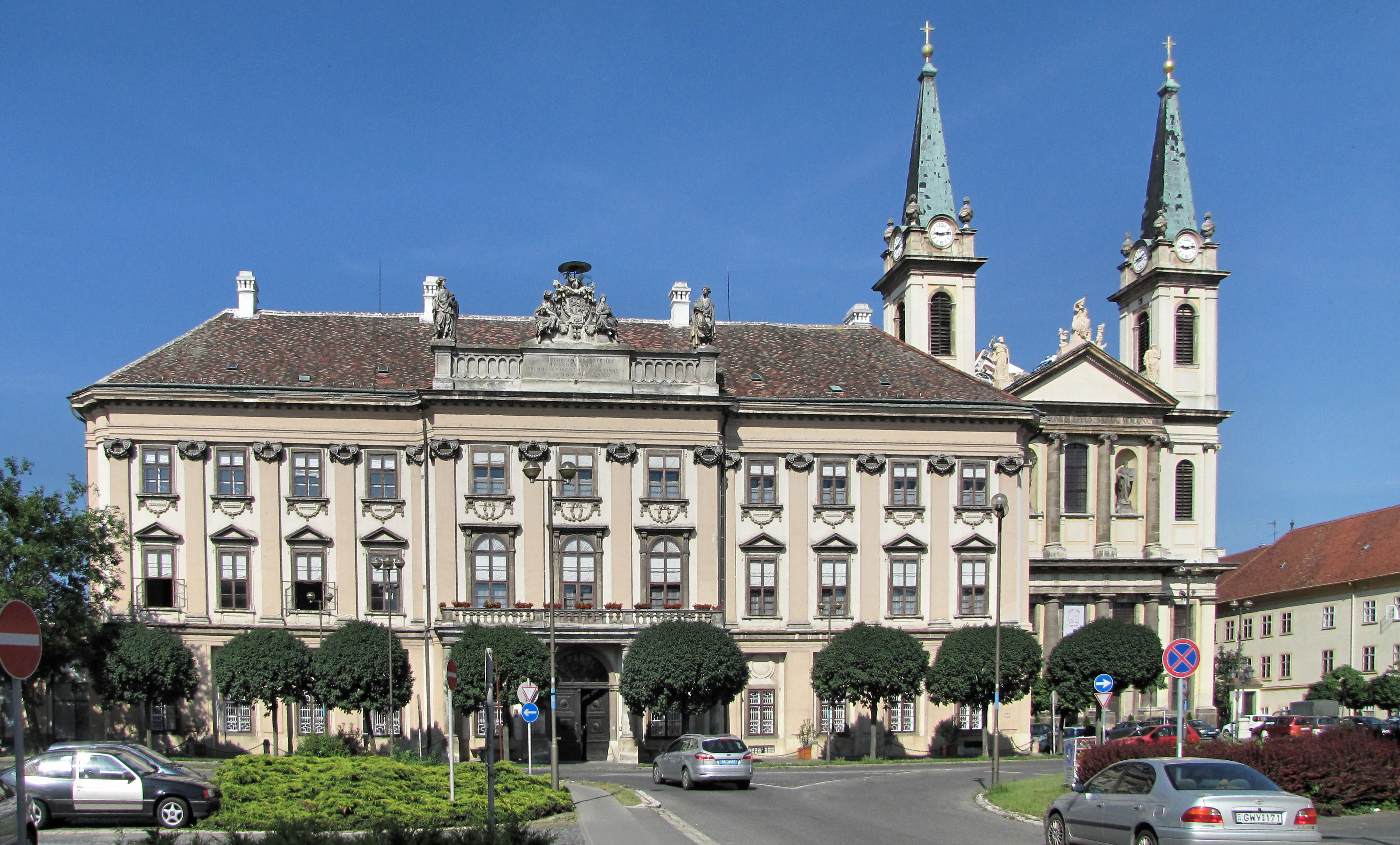
A püspöki palota és a székesegyház

A székesegyház méreteiből és elhelyezkedéséből következően is a belváros központi épülete, minden irányból rögtön magára vonja a figyelmet. Ez a hely már a római kori városnak is központja volt, itt volt a fórum és a legfontosabb épületek és később itt épült a vár is. A templom előtti teret az 1860-as években alakították ki. A székesegyház méltóságteljesen emelkedik a püspöki palota és a szeminárium épülete között, azonban azoktól beljebb, elöl kis teret alkotva. Vele szemben az építtető Szily János püspök szobra, mely karosszékben ülve főpapi eleganciával szemléli az általa megálmodott épületet.
A székesegyház stílusa klasszicizáló barokk, alaprajza latin keresztet formáz. Hosszúsága 78,70 m, a kereszthajó szélessége 38 m, a hosszanti hajó szélessége 24 m. Belső magassága 28 m, külső magassága a tornyokkal együtt 62,5 m. Befogadóképessége 5000 ember. A két torony által közrefogott homlokzat erőteljes tagolásával szemben az oldalfalakat és az apszist egyszerű lizénák tagolják. A homlokzat alsó részét négy, hatalmas toszkán, felső részét négy ion oszlop tagolja. A felső részt háromszögű oromfal koronázza. Az oromfal jobb oldalán Szent Péter a kulcsokkal, bal oldalán Szent Pál a karddal, csúcsán pedig ülő nő alak két gyermekkel a hitnek, a reménynek és a szeretetnek megtestesítői. A szobrok Prokop munkái és 1796-ban kerültek az oromzatra.
A homlokzat alatt három, félköríves kapu, felettük a kórus nagy ablakai. Az emeleti részen a két középső oszlopközben nagy méretű ablak, míg a jobb és bal oldali fülkékben Mózes és Keresztelő Szent János szentmargitbányai mészkőből faragott szobrai állnak, szintén Prokop alkotásai. A gerendamezőben római szokás szerint a következő felirat áll: IOAN SZILY PRIMUS EPPUS SABAR. MDCCXCVII. (Szily János Szombathely első püspöke, 1797)
A homlokzat két oldalán karcsú tornyok szöknek a magasba, az oszlopoknak megfelelően itt is két-két toszkán, feljebb két-két ión oszlop, a második emeletem két-két hornyolt pillér tartja a párkányokat. A toronysisakok mai formájukat 1870 és 1871 között nyerték el, amikor megerősítették és megmagasították őket. A toronysisakokat négy-négy faragott váza övezi. A sisakok rézlemezeit az első világháborúban hadicélokra elvitték és bádoglemezzel pótolták őket.
Az épület megújítására 1923-ban, 1947-ben 1977-ben is sor került. 2014. nyár és 2015. január között ismételten megtörtént a külső homlokzat és a tornyok felújítása, a restaurálták a kőfelületeket és rendbe hozták a lábazatokat, megújították a torony sisakokat is.
2015. december 13-án avatták fel a Szent Márton jubileumi évre elkészült megújult főbejáratot. A bronzkapu kazettái Szent Márton életének egyes eseményeit ábrázolják. A domborműveket Veres Gábor szobrászművész készítette.

## A székesegyház belseje

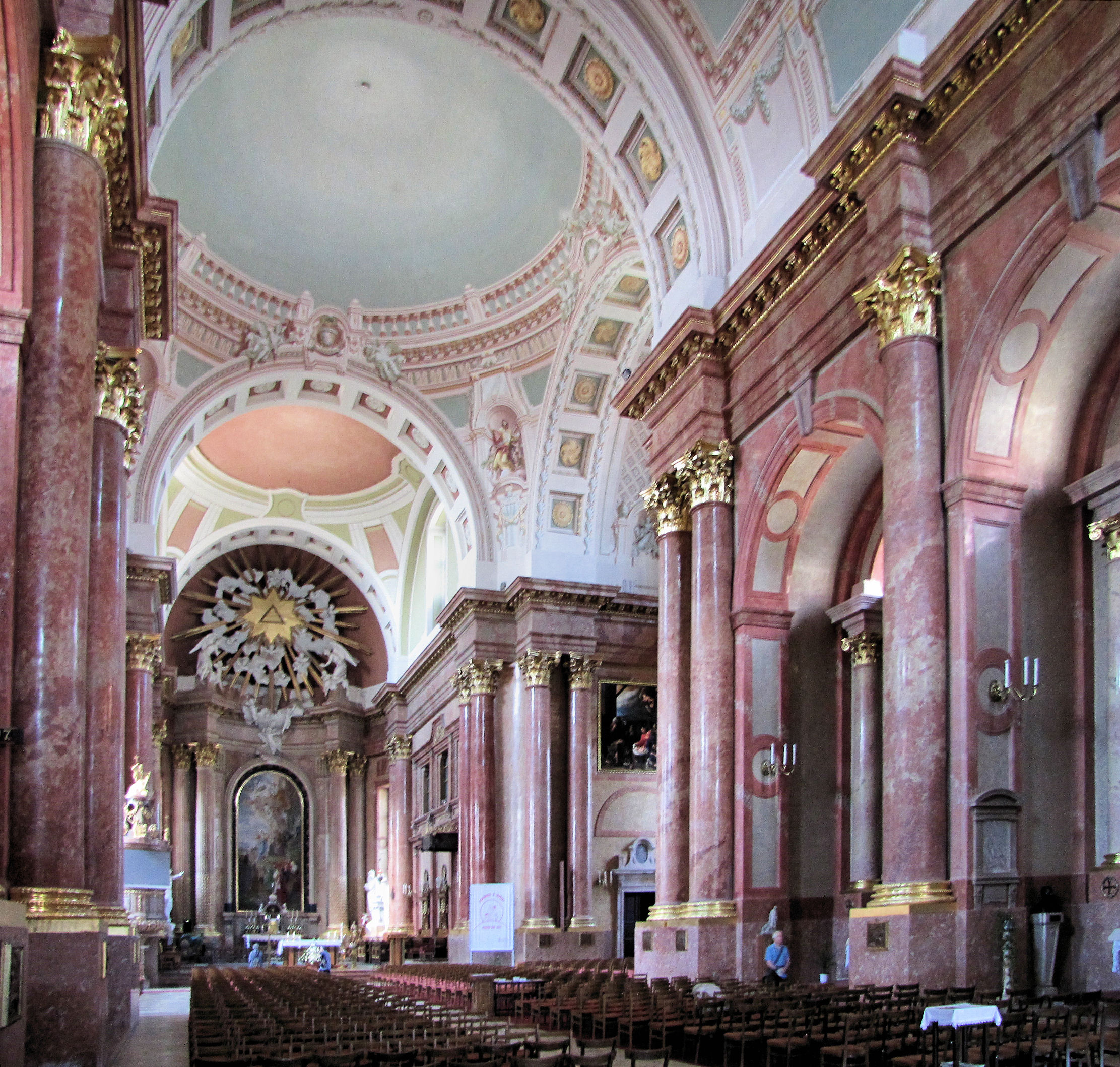
A székesegyház főhajója

A székesegyházba belépve azonnal feltűnnek a hatalmas méretek. Amíg a templombelső restaurálása nem kezdődött el, a csupaszon vakolt falak ezt még jobban kihangsúlyozták. A legtöbb látogató azt mondta – túl egyszerű. Igen, de ez a templom 1945 előtt nem így nézett ki. A belső rész megújítása legnagyobb részben Konkoly István püspök nevéhez fűződik, aki hivatalba lépése után nagy lendülettel látott hozzá a munkához. Ennek köszönhetően ma már a székesegyház belseje – a mennyezetfreskók kivételével – újra régi fényében ragyog.
A főhajó két oldalán 3-3 félkörös záródású oldalkápolna nyílik, az oltárok felett negyed köríves ablakokkal. Az oltárokat magas talapzaton álló korintoszi oszlopok fogják közre, melyek díszes koszorúpárkényt tartanak. A koporsó alakú oltárok felett szürkés márványkerettel övezett, az egész falmezőt kitöltő oltárképek.
Az északi oldalon az első kápolna oltárképe eredetileg Nepomuki Szent Jánost ábrázolta, Spreng festette 1808-ban. A kép a háborúban elpusztult.
Alatta üvegkoporsóban Szent Placidus vértanú ereklyéi. A szent teteme korábban a római Pontianus-katakombában feküdt, 1793-ban Herzan bíboros tulajdona lett, aki püspöksége idején a székesegyháznak ajándékozta.
Az északi második kápolnában eredetileg Szent István király oltárképe állt, Dorfmeister festette 1792-ben.
A bal oldali falon gróf Mikes János püspök édesanyjának síremléke látható, maga a püspök is a kápolna alatti sírboltban nyugszik.
A harmadik kápolna oltárképe Szent János megkereszteli Jézust Dorfmeister festménye.
A déli első kápolna oltárképe Spreng festménye Szent Sebestyén vértanúságát ábrázolja.
A második kápolna, Jézus átadja a mennyország kulcsait Szent Péternek, Maulbertsch festménye szintén megsemmisült.
A harmadik kápolna oltárképe a Szent családot ábrázolta, a háború áldozata lett.
A kápolnák oldalfalain egykor az oltárképekhez illő bibliai ábrázolások voltak láthatók, ezek sincsenek már meg. A hajóban egykor tölgyfából készített padok sorakoztak, melyek elpusztultak, ma párnázott székek helyettesítik őket.
A kereszthajók oltárképei Sabaria két nagy szentjét Szent Mártont és Szent Quirinust ábrázolják. A déli oldalon Maulbertsch 1792-ben festett Szent Quirinus sabariai vértanúságát ábrázoló oltárképe. Az ókorban az ő tiszteletére volt szentelve a város bazilikája, ahol a szent teste is nyugodott. Mellette balra a keresztkút és az egyik eredeti állapotban megmaradt díszes gyóntatószék Spreng Bűnbánó Magdolnát ábrázoló festményével. A sekrestye felett Prokop reliefje Szily János püspököt ábrázolja. A gazdagon díszített márvány szószéket Hefele tervei alapján Rupelmayer készítette 1807-ben, a tetején a hitet jelképező nőalak Prokop munkája.
Az északi kereszthajóban Maulbertsch 1791-ben festett Szent Márton oltárképe. Alatta Szent Márton ereklyetartója. A hermában a szent ereklyéje, melyet Tours városa adományozott a szülővárosnak 1913-ban. A herma alapzata Tóth István szobrászművész alkotása.
A hajóból három márványlépcső vezet a félkör alakú szentélybe, melyet eredetileg márványkorlát választott el a kereszthajótól. A főoltár feletti glóriát Hefele tervei szerint Prokop készítette, közepén háromszögben Isten neve, körülötte a kiáradó fénysugarakban felhők közt angyalok lebegnek. A főoltár építménye salzburgi márványból készült Rupelmayer alkotása, oltárképén eredetileg Maulbertsch Visitatio című festménye volt látható, ez azonban a bombatámadásban elpusztult. Helyette… A főoltár két oldalán két-két aranyozott fejű korintoszi márványoszlop. Mellettük jobb- és baloldalt Prokop művei, Zakariás az angyallal, illetve Szent József nagyméretű fehér alabástromgipsz szobrai.
A szentély déli oldalán állt egykor a püspöki trónus aranyhímzésű mennyezettel. Ez az átépítés során átkerült az északi oldalra. Vele szemben Pietro Bertini da Cortona alkotásának másolata Szent Pál megkeresztelése, Herzan bíboros ajándéka. A sötét diófából készült kanonoki stallumokat Bitterle műasztalos készítette 1807-ben, a hátfalakat lezáró medalionokban Prokop aranyozott fa domborművei láthatók.
Az északi kereszthajóból nyílik a székesegyház legépebben megmaradt része a Madonna-kápolna. Oltárán Raffaello Sixtusi Madonnájának carrarai márványból faragott másolata áll. Maga az oltár 1928-ban készült Hefele fennmaradt tervei alapján. Mennyezetén Winterhalder egyetlen megmaradt freskója az Utolsó ítéletet ábrázolja.
A déli kereszthajóból nyílik a sekrestye, melynek belső része a káptalani, külső része a plébániai sekrestye. A káptalani sekrestye oltárképén Guido Reni Szent Mihály arkangyalt ábrázoló képének másolata, Herzan bíboros ajándéka eredetileg a Madonna kápolnát díszítette. A sekrestye felett van elhelyezve a vasvár-szombathelyi székeskáptalan levéltára, melynek legrégibb okmányai a 12. századból valók. A székesegyház alatti sírboltban Szombathely püspökei és kanonokai nyugszanak.

## Galéria

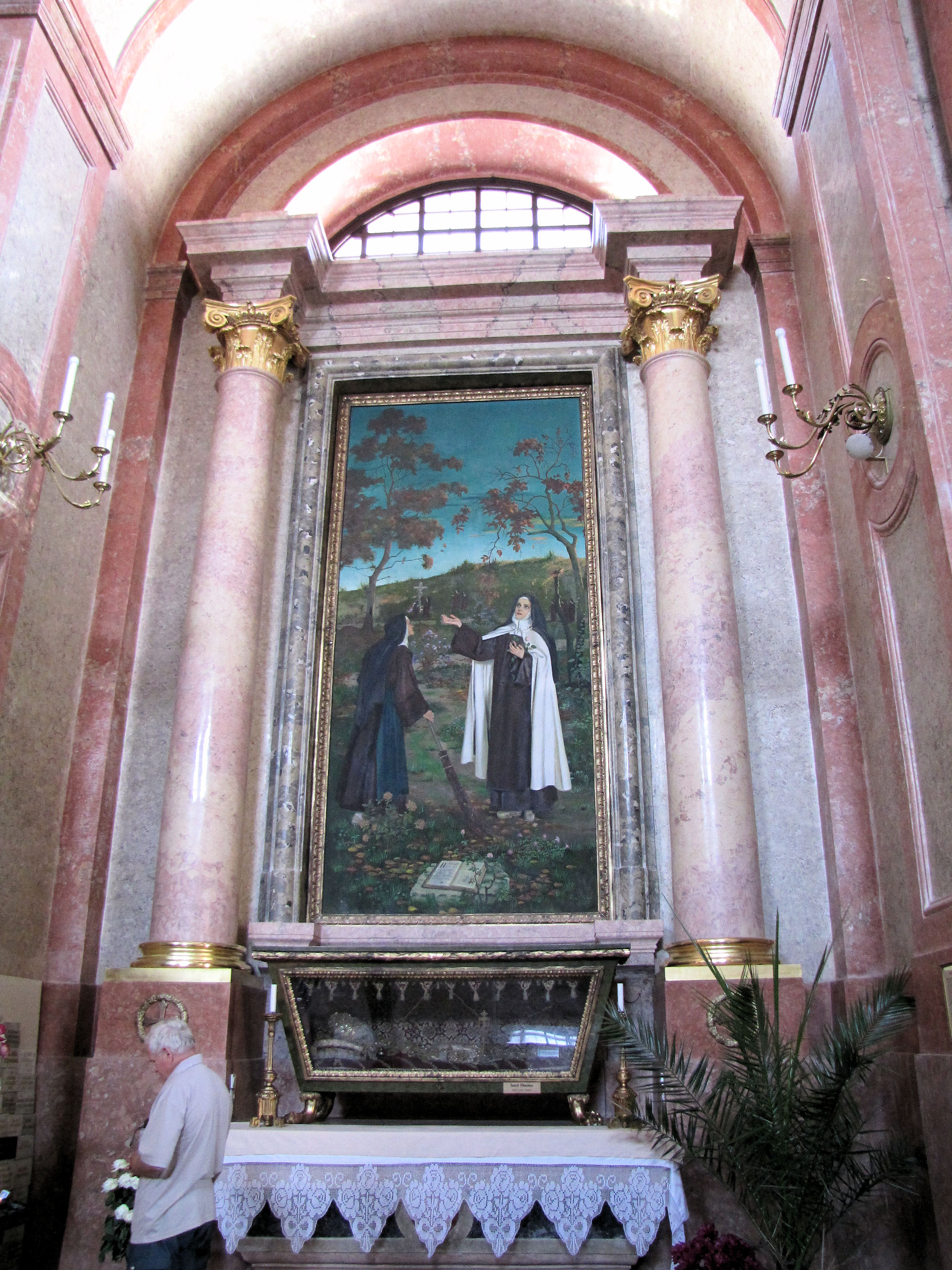
Mellékoltár Szent Placidus ereklyéivel és Feszty Masa oltárképével
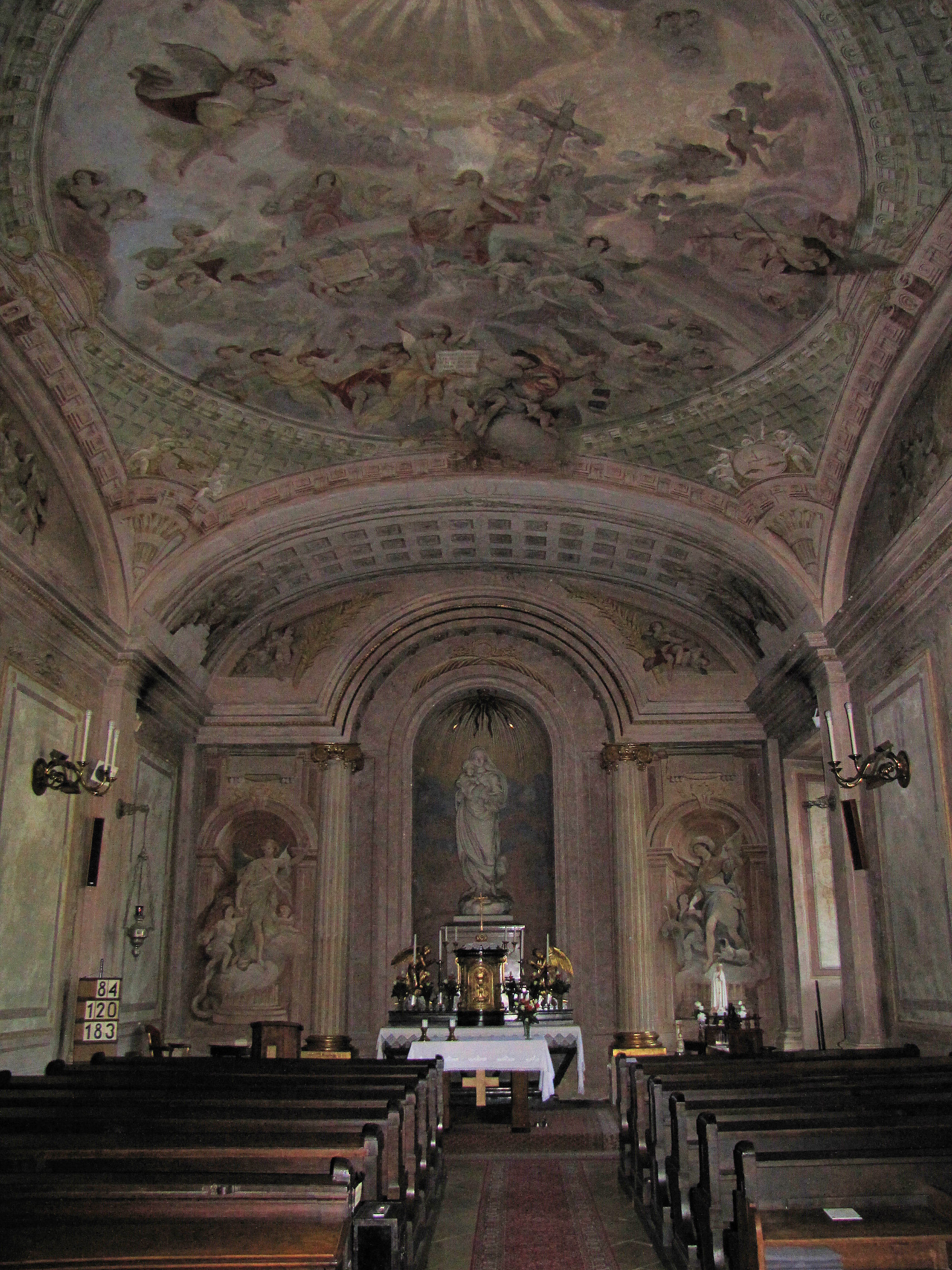
A Madonna-kápolna
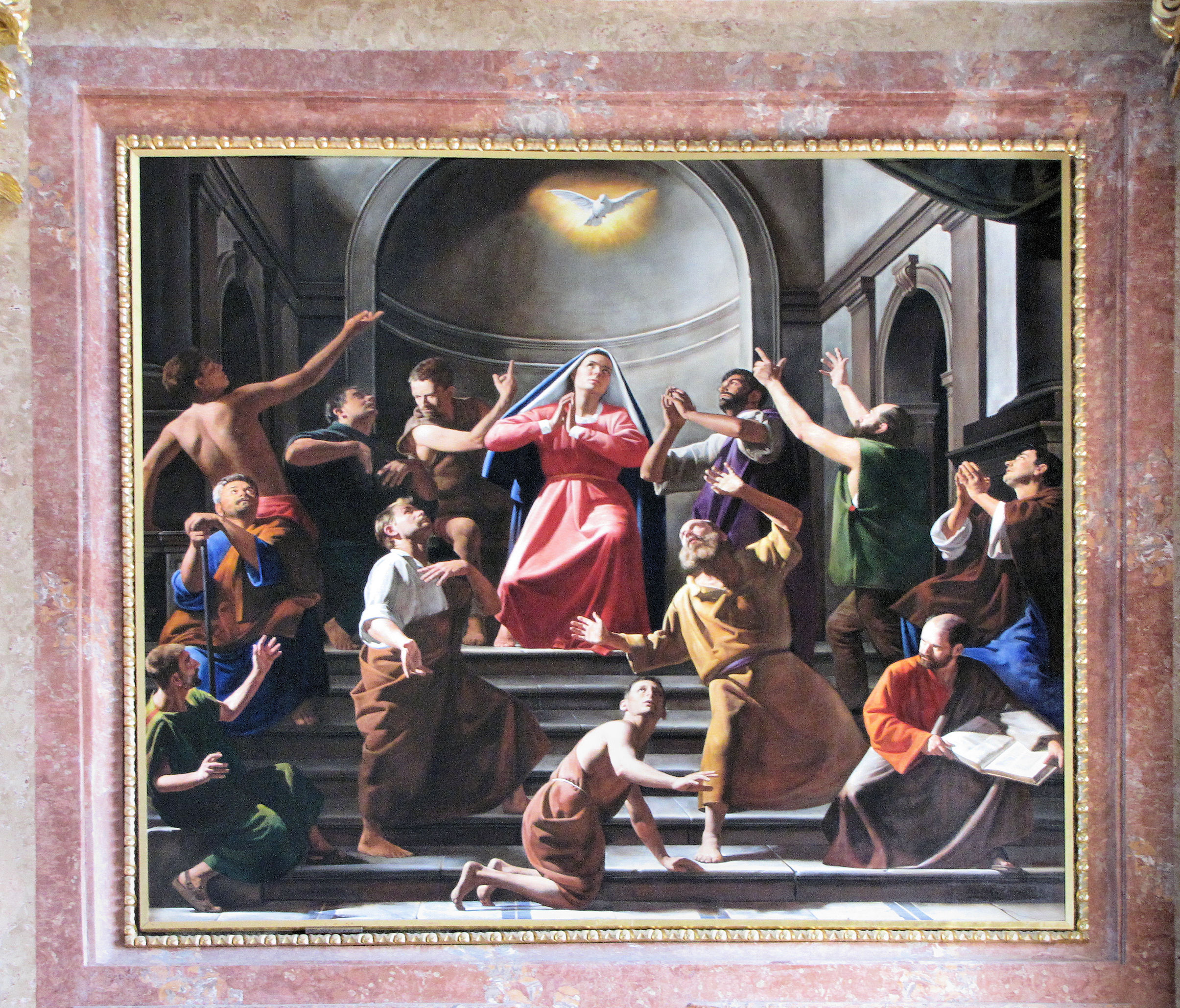
Kisléghi Nagy Ádám festménye a kereszthajóban
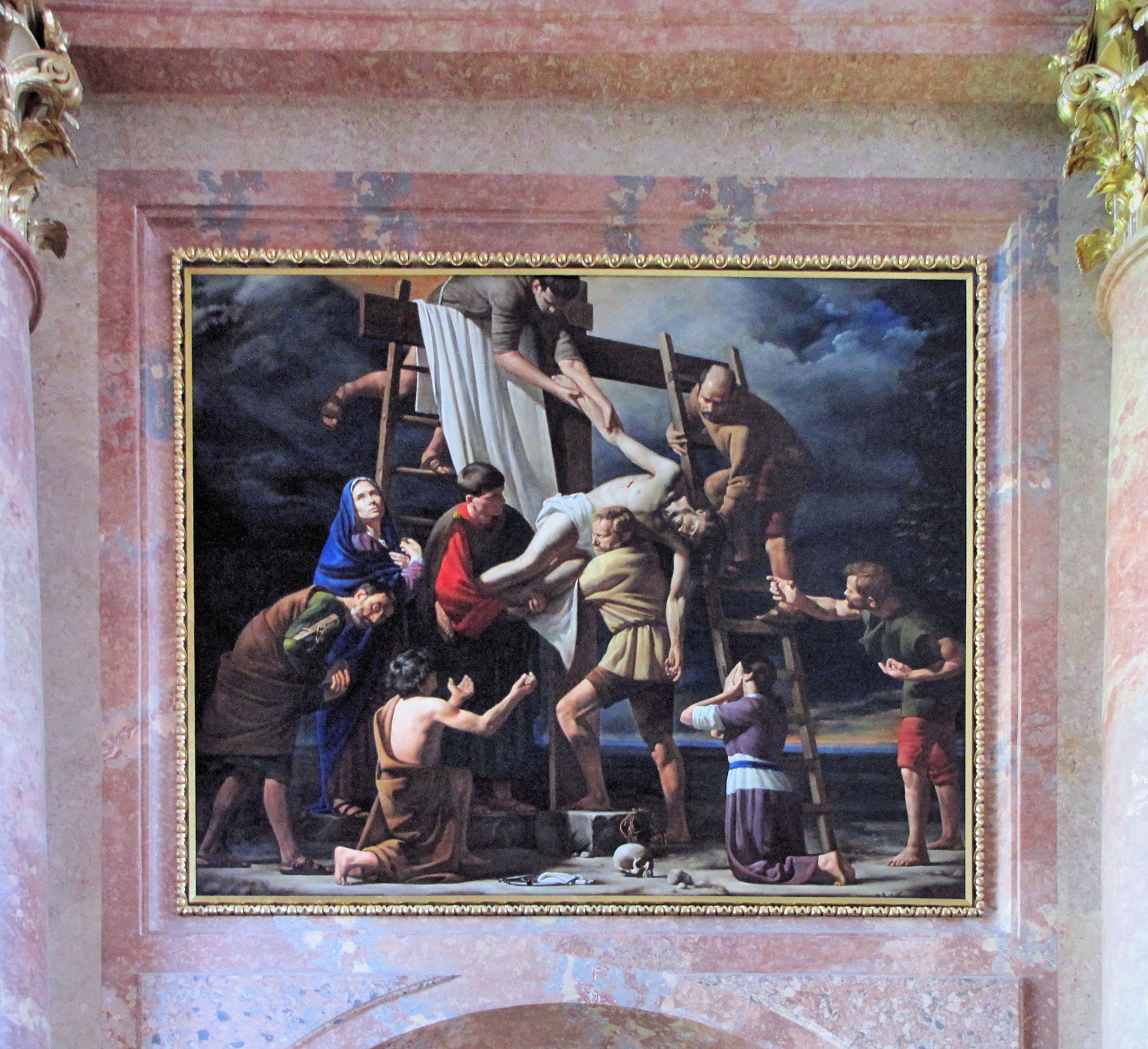
Kisléghi Nagy Ádám festménye a kereszthajóban
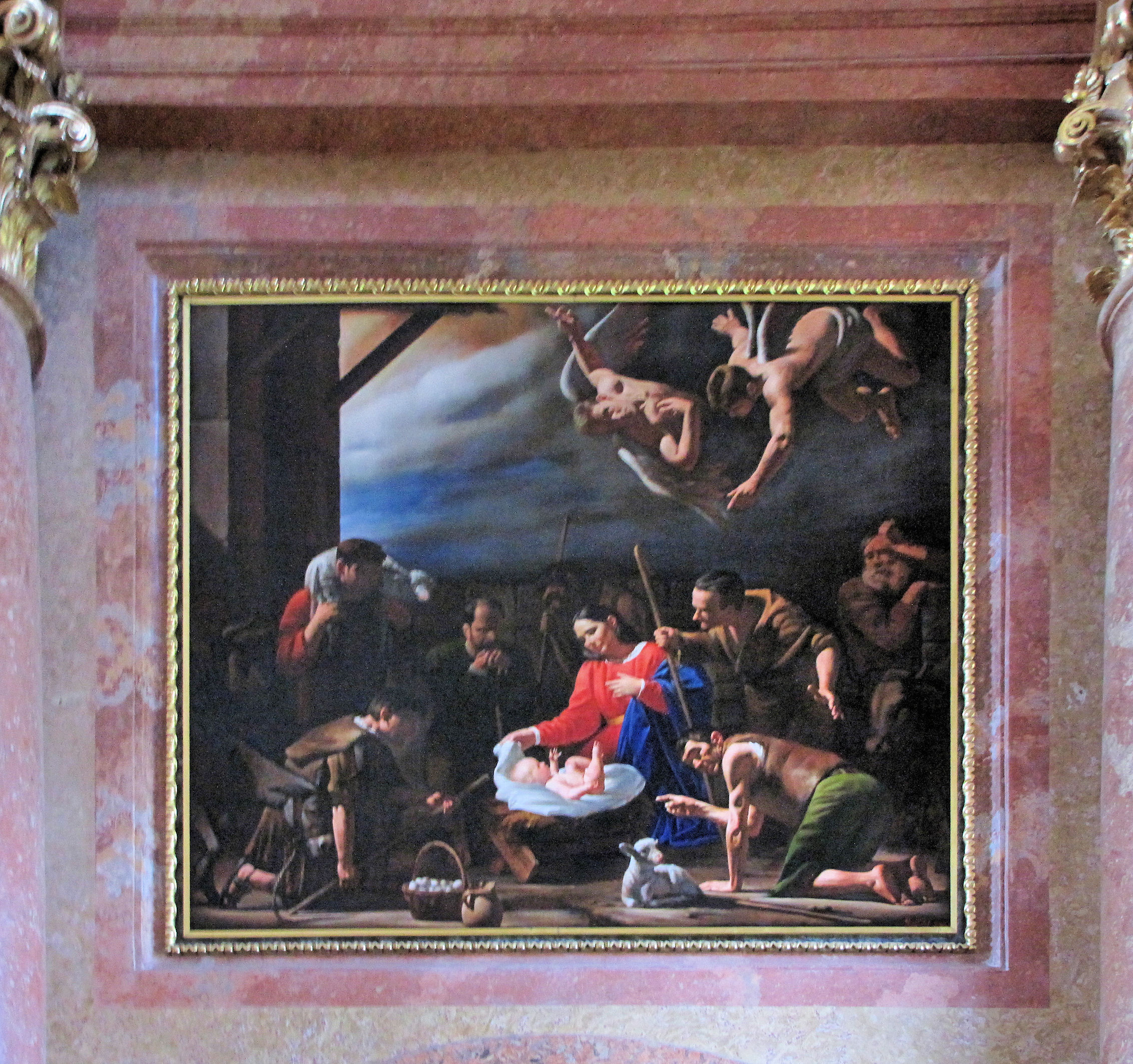
Kisléghi Nagy Ádám festménye a kereszthajóban
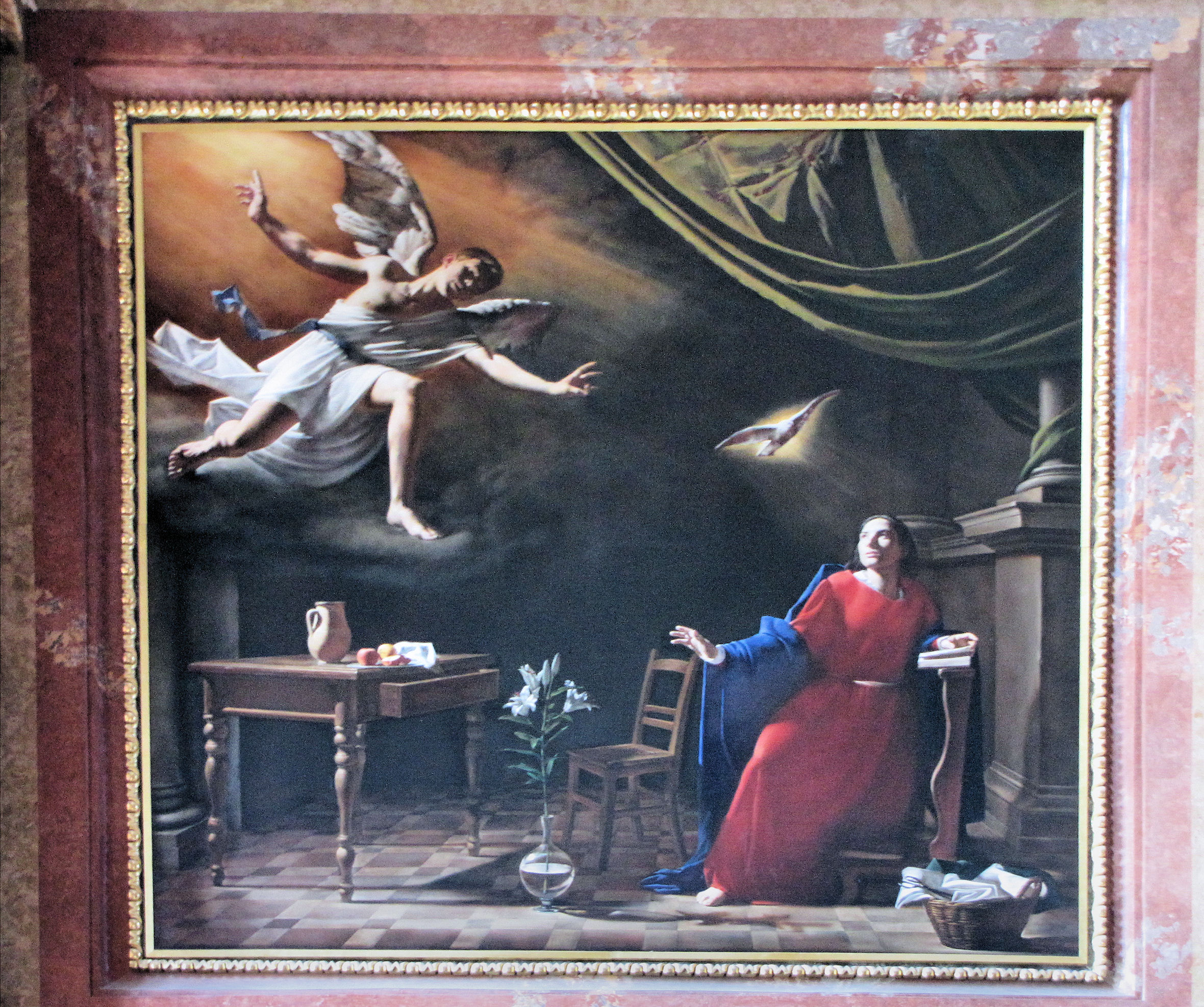
Kisléghi Nagy Ádám festménye a kereszthajóban